# Santa Bárbara (Minas Gerais)
Santa Bárbara is een gemeente in de Braziliaanse deelstaat Minas Gerais. De gemeente telt 27.571 inwoners (schatting 2009).

## Aangrenzende gemeenten
De gemeente grenst aan Alvinópolis, Barão de Cocais, Catas Altas, Caeté, Itabirito, Mariana, Ouro Preto, Rio Acima, Rio Piracicaba en São Gonçalo do Rio Abaixo.

## Geboren
- Afonso Pena (1847-1909), president van Brazilië (1906-1909)